# گوتن میوهیراگومو

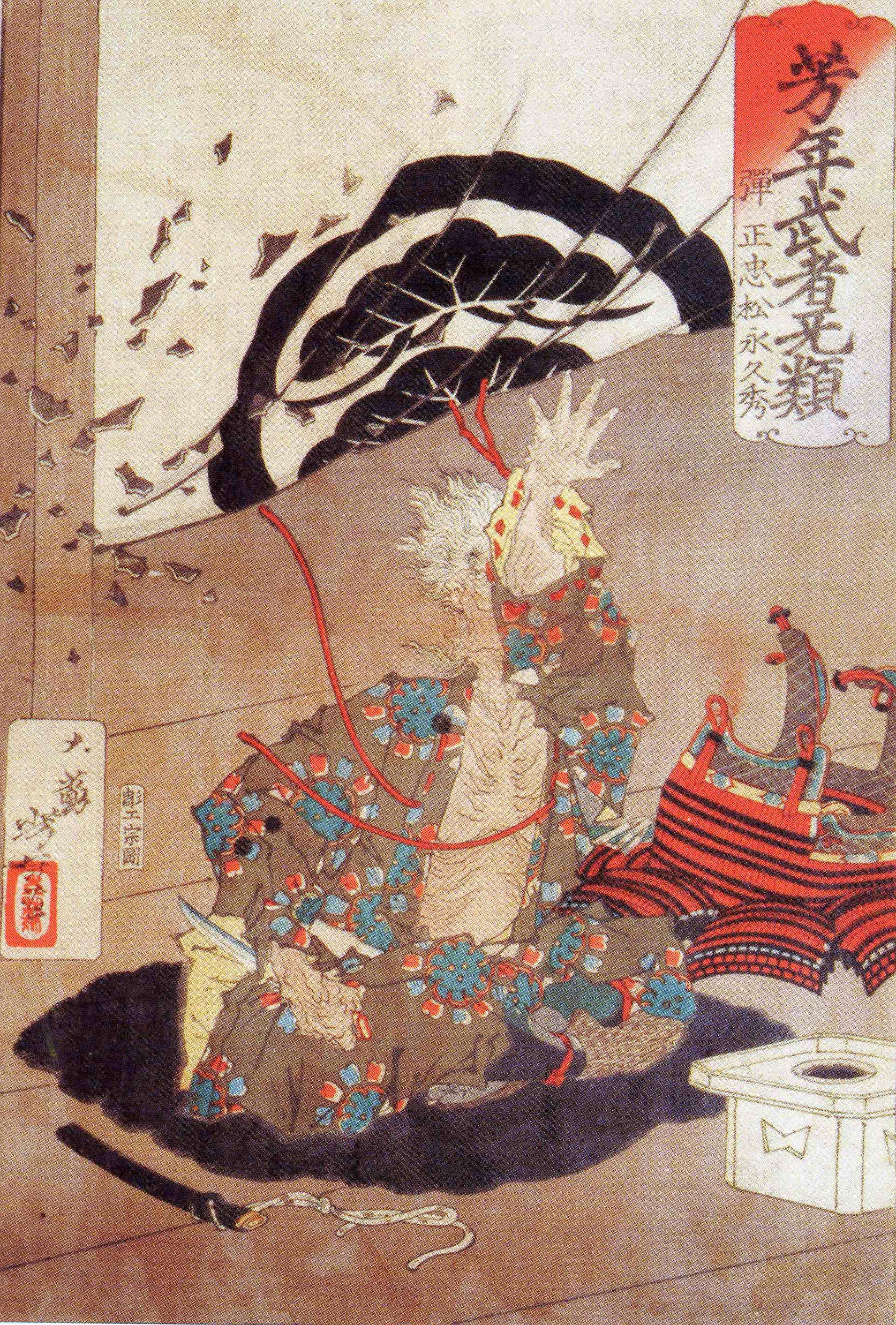
ماتسوناگا هیساهیده قبل از خودکشی کتری چای گوتن میوهیراگومو که اودا نوبوناگا سال‌ها به دنبال به دست آوردن آن بود، را نابود کرد. نقاشی تسوکی‌اوکا یوشی‌توشی

گوتن میوهیراگومو (به ژاپنی: 古天明平蜘蛛 こてんみょうひらぐも)، یک چاگاما (کتری فلزی چای) متعلق به ماتسوناگا هیساهیده، یک فرمانده نظامی در دوره سنگوکو بود. نام هیراگومو کاما به آن داده شد زیرا شکل آن شبیه عنکبوت بود که در حال خزیدن است.
ماتسوناگا هیساهیده صاحب یک چاگاما (کتری چای که در مراسم چای ژاپنی بکار می‌رود) نادر به نام گوتن میوهیراگومو  بود. نوبوناگا که به مراسم چای ژاپنی علاقه بسیاری داشت. بارها از وی خواسته بود این چاگاما را به وی واگذار کند اما وی درخواست نوبوناگا را رد کرده بود.
در اوت ۱۵۷۷، هیساهیده در هماهنگی با نیروهای ضد نوبوناگا مانند آشیکاگا یوشی‌آکی، موری تروموتو، اوئه‌سوگی کنشین و معبد ایشیاما هونگان از حمله به معبد هونگان-جی عقب‌نشینی کرد. او با سرپیچی از دستورهای نوبوناگا، خود در قلعه شیگیسان سنگر گرفت و بار دیگر موضع خود را در قبال رویارویی به وضوح بیان کرد. نوبوناگا ماتسویی یوکان را فرستاد تا دلیل آن را بیابد، اما گفته می‌شود که او حتی به خود زحمت ملاقات با پیام رسان («نوبوناگا کوکی») را هم نداده است.
نوبوناگا ارتشی متشکل از ۱۰۰۰۰۰ نفر را به همراه پسر بزرگش اودا نوبوتادا به عنوان فرمانده کل و نیروهای تسوتسویی به عنوان نیروی اصلی فرستاد و در ماه اکتبر، قلعه شیگیسان (محاصره شیگیسان ‏) را کاملاً محاصره کردند. ساکوما نوبوموری از او خواست که گوتن میوهیراگومو معروف را از قلعه خارج کنند و هیساهیده پاسخ داد: گوتن میوهیراگومو و سر ما دو سلاحی هستند که من قصد ندارم به ارباب نوبوناگا نشان دهم. من آن را تکه‌تکه خواهم کرد. (خاطرات تامون این).
در ۱۰ اکتبر، بر اثر حمله ارتش اودا، ماتسوناگا هیساهیده، گوتن میوهیراگومو را شکست و خرد کرد، برج قلعه را به آتش کشید و خودکشی کرد.